# Gunung Singgah Mata (berg i Indonesien, lat 5,09, long 96,33)
Gunung Singgah Mata är ett berg i Indonesien.   Det ligger i provinsen Aceh, i den västra delen av landet, 1 700 km nordväst om huvudstaden Jakarta. Toppen på Gunung Singgah Mata är 1 258 meter över havet.
Terrängen runt Gunung Singgah Mata är kuperad åt nordost, men åt sydväst är den bergig. Runt Gunung Singgah Mata är det ganska glesbefolkat, med 23 invånare per kvadratkilometer. Närmaste större samhälle är Reuleuet, 14,8 km norr om Gunung Singgah Mata. I omgivningarna runt Gunung Singgah Mata växer i huvudsak städsegrön lövskog.